# Банкір (фільм, 2020)
«Банкір»  — американський драматичний фільм 2020 року, режисер, співавтор і продюсер Джордж Нолфі. У фільмі зіграли Ентоні Макі, Ніколас Голт, Ніа Лонг, Джессі Ашер та Семюел Л. Джексон. Історія розповідає про Джо Морріса (Джексон) та Бернарда С. Гарретта-старшого (Макі), двох перших афроамериканських банкірів у Сполучених Штатах Америки.
Спочатку прем'єра фільму планувалась на AFI Fest 21 листопада 2019 року, перед обмеженим прокатом на початку грудня. За день до прем'єри Apple TV+ скасувала фестиваль і відклала реліз через звинувачення в сексуальних зловживаннях проти Бернарда Гарретта-молодшого, сина Бернарда Гаррета-старшого і співпродюсера фільму, чия творчість пізніше була знята з фільму. Ці звинувачення в сексуальному насильстві в дитинстві були висунуті зведеними сестрами Гарретта-молодшого, Синтією Гарретт і Шейлою Гаррет, і підтримані дружиною Гарретта, яка все ще жива і була присутня під час подій, зображених у фільмі.
Він вийшов в обмежений кінопрокат 6 березня 2020 року, а потім у цифровому режимі 20 березня 2020 року на Apple TV+.

## Сюжет
У 1954 році Бернард Гарретт хоче зайнятися нерухомістю, але стикається з расизмом, який заважає йому бути успішним інвестором у нерухомість. Після випадкової зустрічі з багатим власником клубу Джо Моррісом він переконує Джо стати його співінвестором. Разом вони переконують Метта Штайнера, білого чоловіка, видати себе за голову компанії на зустрічах, щоб полегшити продажі. Згодом вони стають надзвичайно успішними в сфері нерухомості в Лос-Анджелесі, коли двоє навчають Метта основам інвестування в нерухомість. Ці троє забезпечують продаж нерухомості в Лос-Анджелесі та ефективно інтегрують ряд раніше відокремлених районів, продаючи та здаючи в оренду квартири чорношкірим сім'ям. Після цього успіху він орієнтується на місцевий банк у своєму рідному місті Техас, щоб дати кредити темношкірим жителям. Расистська практика банків виключала чорношкірих людей з отримання кредитів для малого бізнесу та власності на житло. Джо спочатку протестує проти цієї ідеї, але зрештою поступається, і троє переїжджають до Техасу.
Метт купує банк, виступаючи перед Бернардом і Джо, але місцеві жителі вкрай підозріло ставляться до цього кроку. Керівник банку відстежує записи про кредити і виявляє, що вони дають позики темношкірим людям, слідує за Меттом і виявляє, що його партнери темношкірі, а потім погрожує їм викриттям, що спричинить „набіг на банк“. Метт переконує Джо і Бернарда придбати другий банк і поставити його керувати ним, попри його недосвідченість. Керівник банку-расиста викликає федерального слідчого, який перевіряє записи банку Метта і виявляє численні порушення, пов'язані з необережністю Метта. Метта, Бернарда та Джо заарештовують за порушення федерального банківського законодавства.
Перед загрозою 50-річного тюремного терміну, Метт укладає угоду про визнання винуватості, неправдиво свідчивши, що його обдурили Бернард і Джо. Наступного дня Бернард пристрасно свідчив про те, що темношкірим людям не надається така ж можливість просуватися вгору, як і білим. Їх із Джо засуджують до в'язниці; після звільнення вони разом із дружиною Бернарда Юніс їдуть жити на Багамські острови в два будинки, які Метт купив для них на гроші, які Бернар довірив йому для цієї мети в ніч перед свідченнями Бернарда.

## Актори
- Ентоні Макі — Бернард Гаррет
- Ніколас Голт — Метт Штайнер
- Семюел Л. Джексон — Джо Морріс
- Ніа Лонг — Юніс Гаррет
- Скотт Деніел Джонсон — Роберт Флоренс-молодший
- Тейлор Блек- Сьюзі
- Майкл Харні — Мелвін Беллі
- Колм Міні — Патрік Баркера
- Пол Бен-Віктор — Дональд Сільверторн
- Джессі Т. Ашер — Тоні Джексон
- Грегорі Алан Вільямс — Бріттон Гаррет
- Рода Гріффіс — місіс Баркер
- Тревіс Вест — місіс Син Купера
- Девід Александр — містер Міллер
- Джейлон Гордон — Бернард Гаррет-молодший

## Виробництво
У жовтні 2018 року було оголошено, що режисером фільму буде Джордж Нолфі, який він написав у співавторстві з Нісель Леві. Семюел Л. Джексон, Ентоні Макі, Ніколас Холт, Ніа Лонг та Тейлор Блек повинні були зіграти головні ролі, а знімання почали в Атланті. Частково фільм знімали в Дугласвіллі, штат Джорджія, та Ньюнані, штат Джорджія . Додатковий кастинг був оголошений у листопаді.

## Реліз
У липні 2019 року Apple TV+ придбала права на розповсюдження фільму. Світова прем'єра фільму мала відбутися на фестивалі AFI Fest 21 листопада 2019 року, після чого в кінотеатрах 6 грудня 2019 року планувався обмежений прокат, а в січні 2020 року — цифрове потокове передавання. Однак після того, як його зведені сестри заявили про сексуальне насильство проти одного з продюсерів фільму, сина Бернарда Гаррета Берні-молодшого, прем'єру скасували, а фільм вилучили з розкладу.
Зведені сестри Берні-молодшого також звинуватили режисерів у тому, що вони прибрали їх матір Лінду з фільму. Він заперечує заяви про сексуальне насильство, посилаючись на сімейний конфлікт, пов'язаний з невірністю Лінди та подальшою розлукою з його батьком, і режисери стверджують, що розповідь про події, зображені у фільмі, є результатом незалежного дослідження, а не спогадами Берні-молодшого.
Зрештою, фільм вийшов в обмежений прокат 6 березня 2020 року, а 20 березня 2020 року — цифровим потоковим передаванням. 

## Реакція

### Думка критиків
На Rotten Tomatoes фільм має рейтинг схвалення 79 % із середнім балом 6.8/10 на основі 77 рецензій. Критичний консенсус сайту звучить так: Боязкий підхід «Банкіра» до драматизації його історії, заснованої на фактах, часто переважає тріо сильних виступів у його основі». На Metacritic фільм має середньозважену оцінку 59 зі 100 на основі 19 оцінок критиків, що вказує на «змішані чи середні відгуки».

### Відзнаки
| Нагорода                        | Дата церемонії    | Категорія                                              | Одержувач(і)                                             | Результат | Ref.   |
| ------------------------------- | ----------------- | ------------------------------------------------------ | -------------------------------------------------------- | --------- | ------ |
| Camerimage                      | 21 листопада 2020 | Основний конкурс                                       | Банкір                                                   | Номінація | [ 15 ] |
| Асоціація кінокритиків Джорджії | 12 березня 2021   | Премія Оглторпа за досягнення у кінематографі Джорджії | Джордж Нолфі, Найсол Леві, Девід Льюїс Сміт і Стен Янгер | Номінація | [ 16 ] |
| NAACP Image Award               | 27 березня 2021   | Видатний незалежний фільм                              | Банкір                                                   | Перемога  | [ 17 ] |
| NAACP Image Award               | 27 березня 2021   | Видатний актор у кіно                                  | Ентоні Макі                                              | Номінація | [ 17 ] |
| NAACP Image Award               | 27 березня 2021   | Видатна актриса другого плану в кіно                   | Ніа Лонг                                                 | Номінація | [ 17 ] |
| NAACP Image Award               | 27 березня 2021   | Видатний акторський ансамбль у кіно                    | Банкір                                                   | Номінація | [ 17 ] |